# Holascus belyaevi
Holascus belyaevi är en svampdjursart som beskrevs av Koltun 1970. Holascus belyaevi ingår i släktet Holascus och familjen Euplectellidae. Inga underarter finns listade i Catalogue of Life.